# Road UA
Road UA — безкоштовна гарнітура без зарубок, розроблена Андрієм Константиновим для оформлення нових дорожніх знаків в Україні.
2020 року Агенти змін спільно з Укравтодором та ДерждорНДІ впровадили цей шрифт для проєкту нової української дорожньої навігації.
Одним з результатів проєкту також стало створення посібника «Путівник по маршрутному орієнтуванню», у якому детально відображено як сам шрифт, так і правила його використання. Офіційно шрифт затверджено для використання на дорожніх знаках у стандарті ДСТУ 4100:2021.
2024 року на основі шрифта був представлений артбук «Туристична навігація на дорогах України». Того ж року було презентовано похідну версію шрифта — Road UI, призначеного для використання в екранних інтерфейсах, вебсайтах та мобільних застосунках. 